# Station Berlin-Karlshorst
Station Berlin-Karlshorst is een spoorwegstation in Berlin-Karlshorst in de Duitse stad Berlijn. Het station werd in 1895 geopend. Met de nieuwe dienstregeling van 10 december 2017 verviel de bediening door regionale treinen. Sindsdien is het enkel nog haltepunt voor de S-Bahn.